# 面肺子和米肠子

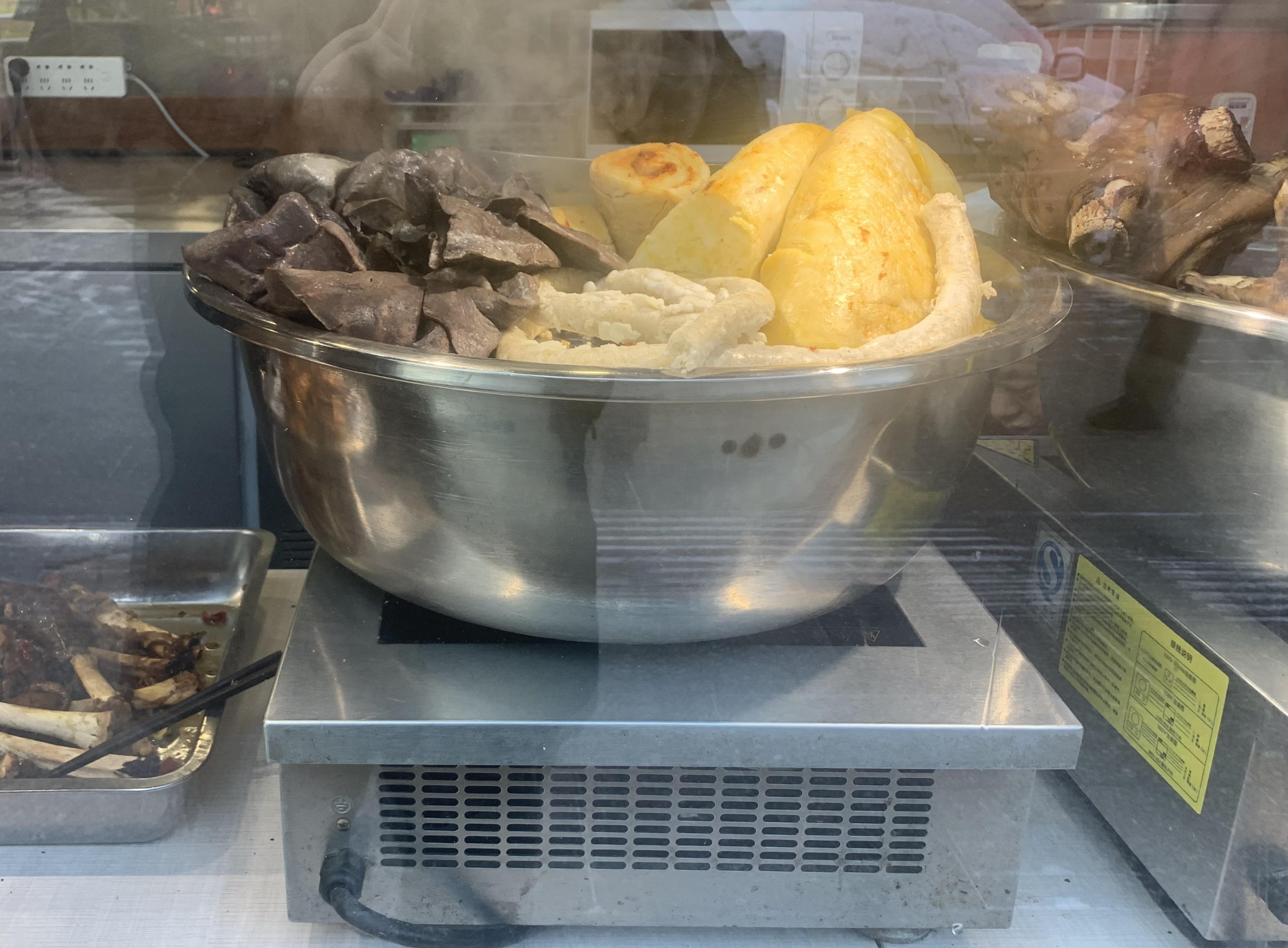
冬日乌鲁木齐餐厅售卖的羊肺（深色）、面肺子（黄色）和米肠子（长条状）

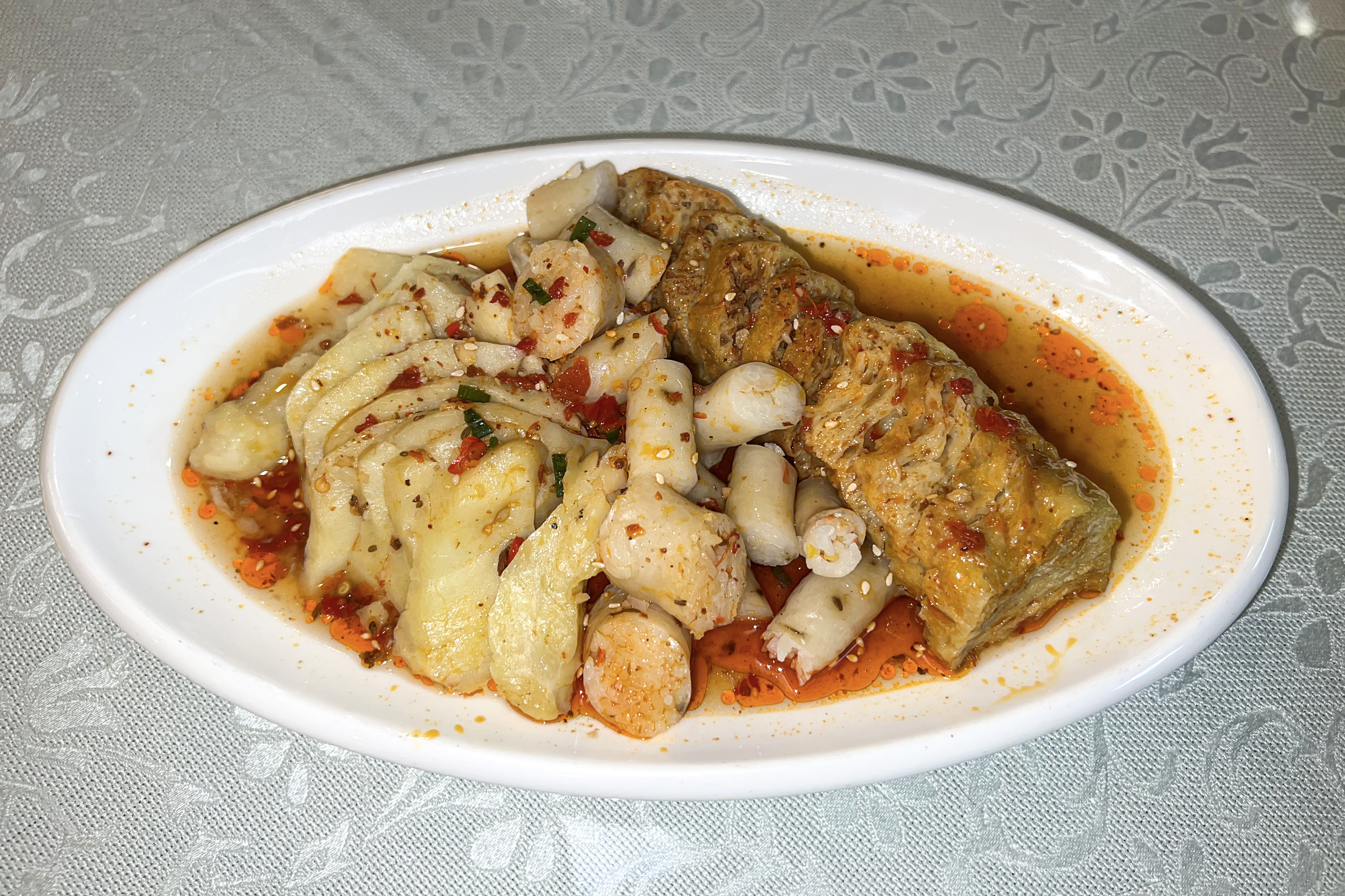
北京一间新疆风味餐厅销售的米肠子和面肺子（附面筋）

面肺子（維吾爾語：ئۆپكە‎，öpke）和米肠子（‎，hésip）是流行于新疆的使用羊肺、羊肠等羊杂制作的食物。是维吾尔族、乌孜别克族、回族等民族庆祝古尔邦节和肉孜节、款待宾朋时常见的食物，也是常见的街头小吃。面肺子和米肠子往往同时制作和贩卖。面肺口感软嫩，米肠软糯。

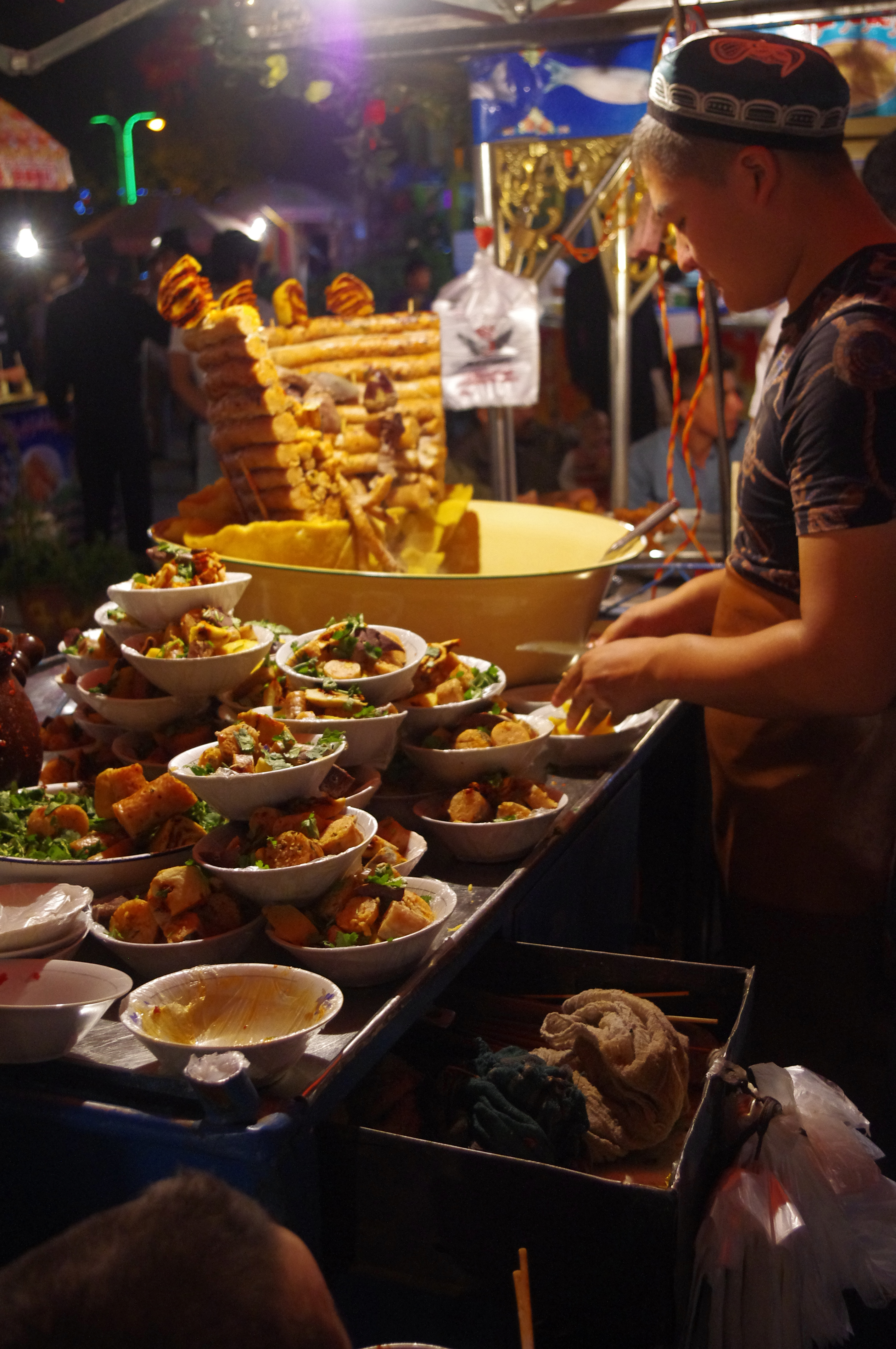
喀什市夜市上卖面肺子（盆中下半部分）和米肠子（盆中上半部分）的小摊

## 历史
麹氏高昌时期，生活在吐鲁番的居民在祭祀中会使用到类似面肺子和米肠子的食物。11世纪语言学家麻赫穆德·喀什噶里所撰写的《突厥语大词典》之中对喀喇汗王朝时期维吾尔族的饮食有所记载。其中提到一种名叫“素胡特”（soghut）的饭食，即一种将羊肝、肉及调料灌入肠的食物。现在的维吾尔族在制作米肠子时，除了大米外，其他用料和步骤都与制作素胡特的方法大致相同。如今常见的面肺子制作方法大致起源于20世纪60年代至70年代的伊犁，由于当时实行计划经济，粮食定量分配，灌入面筋的羊肺成为了当地人用来果腹的食物。

## 现状和制作
如今在维吾尔族等信仰伊斯兰教的新疆穆斯林群众庆祝古尔邦节和肉孜节举办宴会时，面肺子和米肠子成为主要的食物之一。在维吾尔家庭中，几乎家家都会做面肺子和米肠子，因为制作面肺子和米肠子的流程相对复杂，一般在制作前家族中的女性会早早的聚在一起准备和制作面肺子和米肠子。其间大家会聊家常，生活中发生的矛盾在此时会有化解的机会。所以面肺子和米肠子也被称为“团结饭”。面肺子和米肠子同时也是待客的食物。在南北疆的餐厅、夜市也能看到面肺子和米肠子的身影。一般老板或主人会将面肺子、米肠子切成小块或小段，再拌上辣椒粉、孜然、盐等调料供顾客、客人食用。另外，清汤面肺子也是维吾尔族群众喜爱的吃法。除了传统的食用方法，还有爆炒、凉拌或在煮火锅时煮面肺子和米肠子等衍伸食用方法。除了维吾尔族，乌兹别克族、回族等民族也会制作和食用面肺子和米肠子。2014年，新疆人民出版社出版了哈萨克语版的《面肺子，米肠类食品制作技术》。2019年，和田地区美食文化协会曾发布该协会的团体标准《T/HTMS 0056-2019 和田面肺子制作技艺》。
面肺子和米肠子往往同时制作和贩卖。制作方法首先将羊宰杀并取出的羊肺和羊肠，然后反复清洗。将羊小肚反套在肺的气管上并缝在一起。利用小肚向肺中灌入面筋搅拌而成的面浆、熟菜子油、食盐、孜然粉等调制而成的水汁。之后拆下小肚并扎紧气管。米肠子是将切碎的羊肝、羊心、羊肠油和洗干净的大米搅拌，并加入胡椒粉、孜然粉和盐。随后灌入肠中。之后将面肺子和米肠子用水煮熟，煮熟面肺子颜色微黄。米肠子在半熟状态下需要用铁钎扎眼漏气以避免肠壁破裂。有时会佐以洗净的羊肚和裹有辣椒粉的面筋。